# Jean-Paul Gautier
Pour les articles homonymes, voir Gautier.
Ne doit pas être confondu avec Jean-Paul Gaultier.
Jean-Paul Gautier (né le 18 mai 1948) est un politologue français.

## Biographie
Né le 18 mai 1948, docteur en science politique (1997), Jean-Paul Gautier enseigne l'histoire au lycée Molière à Paris[réf. souhaitée].
Il est notamment l'auteur, selon la sociologue Nonna Mayer, d'un ouvrage pionnier et de référence sur le mouvement royaliste Restauration nationale (2002). Cette histoire des successeurs de l'Action française de Charles Maurras s'échelonne de 1955, année de fondation de la RN, jusqu'aux années 1990. Il a publié en 2009 un ouvrage de synthèse sur l'évolution des différents courants de l'extrême droite en France depuis 1945. Jean-Paul Gautier a également collaboré à plusieurs revues spécialisées[réf. souhaitée].

## Ouvrages
- La Restauration nationale : un mouvement royaliste sous la 5e République  (préf. Nonna Mayer), Paris, Éditions Syllepse, 2002, 371 p. (ISBN 2-913165-87-7).
- Les extrêmes droites en France : de la traversée du désert à l'ascension du Front national (1945-2008), Paris, Éditions Syllepse, coll. « Mauvais temps », 2009, 464 p. (ISBN 978-2-84950-215-0, présentation en ligne). 2e édition revue et augmentée : Les extrêmes droites en France : de la traversée du désert à l'ascension du Front national : de 1945 à nos jours, Paris, Éditions Syllepse, coll. « Mauvais temps », 2017, 495 p. (ISBN 978-2-84950-547-2).
- La Galaxie Dieudonné : pour en finir avec les impostures  (avec Michel Briganti et André Déchot), Syllepse, coll. « Arguments et mouvements. Mauvais temps », 2011, 191 p. (ISBN 978-2-84950-285-3, BNF 42436440).
- Antifascisme(s). Des années 1960 à nos jours, Paris, Éd. Syllepse, 2022, 324 p.  (ISBN 979-10-399-0058-4).
- Eclats du Front Populaire, s/s direction de Daniel Grason, René Mouriaux, Patrick Pochet, Éd. Syllepse, 2006, 230 p.
- La France des années 1968, s/s direction de Antoine Artous, Didier Epsztajn, Patrick Silberstein, Ed Syllepse 2008, 900 p.
- De Le Pen à Le Pen : continuités et ruptures. Éd. Syllepse, 2015, 115 p.